# Кор-Мор – Чамчамал – Ербіль
Кор-Мор – Чамчамал – Ербіль – газопровід в Іракському Курдистані, основною задачею при спорудженні якого було постачання палива на об’єкти електроенергетики.
Після повалення влади Саддама Хусейна та утворення в курдських районах автономії її уряд уклав з іноземними інвесторами угоди про розробку наявних тут родовищ природного газу Кор-Мор та Чамчамал. Перш за все їх продукція повинна була допомогти у вирішенні гострої енергетичної кризи. Для цього в 2008 році проклали трубопровід довжиною 174 км та діаметром 600 мм. Він починається на родовищі Чер-Мол і тягнеться на північ через Чамчамал до Ербілю. В районі останнього населеного пункту спорудили теплоелектростанцію потужністю 1500 МВт.
Крім того, неподалік від Чамчамал споруджена ТЕС Біазіан потужністю 442 МВт, пускові роботи на якій розпочались у 2016 році.
Також можна відзначити, що в другій половині 2010-х років від Ербілю планується прокладання трубопроводу для поставок блакитного палива до Туреччини.